# 13351 Zibeline
13351 Zibeline este un asteroid din centura principală de asteroizi.

## Descriere
13351 Zibeline este un asteroid din centura principală de asteroizi. A fost descoperit pe 20 septembrie 1998 la Observatorul La Silla de Eric Walter Elst. Asteroidul prezintă o orbită caracterizată de o semiaxă mare de 2,25 ua, o excentricitate de 0,12 și o înclinație de 6,4° în raport cu ecliptica.